# Thanh Mai (MC)
Thanh Mai, tên thật là Bùi Thị Thanh Mai (sinh ngày 19 tháng 10 năm 1973), là một nữ diễn viên điện ảnh, nghệ sĩ múa, người mẫu ảnh, người dẫn chương trình và doanh nhân người Việt Nam.

## Xuất thân
MC Thanh Mai tên đầy đủ là Bùi Thị Thanh Mai, sinh ngày 19 tháng 10 năm 1973 tại Nghệ An. Ba cô là một kỹ sư luyện kim thuộc biên chế nhà nước. Thanh Mai là chị cả trong gia đình, cô lớn lên ở tỉnh Sơn La và từng sống ở Thái Nguyên một thời gian dài.

## Học vấn
- 1
- 2003 - 2006: Tốt nghiệp Thạc sĩ Kinh tế MBA, kết hợp giữa Đại học Washington và Đại học Kinh tế Quốc dân.
- 1997 - nay: Học các khóa học thẩm mỹ tại Pháp, Mỹ, Hàn Quốc.

## Sự nghiệp
Từ năm 1985 đến 1992, Thanh Mai học và tốt nghiệp ballet chuyên nghiệp tại trường Múa Thành phố Hồ Chí Minh và được nhận học bổng toàn phần, Học Ký xướng âm, hợp xướng và piano 5 năm tại Nhạc viện Thành phố Hồ Chí Minh.
Thanh Mai bắt đầu hoạt động trong lĩnh vực điện ảnh sau khi đoạt giải Á hậu cuộc thi Ngôi sao điện ảnh ngày mai năm 1992. Một trong những vai diễn đáng nhớ nhất của cô là hình tượng "Cô thủ môn tội nghiệp" trong bộ phim cùng tên.
Từ năm 1996 đến 2000, cô theo học và tốt nghiệp Khoa Ngoại ngữ tại trường Đại học Mở Thành phố Hồ Chí Minh và Quản trị Kinh doanh tại trường Đại học Mở Thành phố Hồ Chí Minh. Năm 1998, thẩm mỹ viện kết hợp trường dạy trang điểm BB Thiên Nga thành lập và là cơ sở lớn nhất nhì Sài Gòn thời điểm đó ra đời, Thanh Mai làm giám đốc kiêm hiệu trưởng trường. Sau đó, cô tiếp tục mở thẩm mỹ viện BB Beauté - BB Thanh Mai. Năm 2017, thẩm mỹ viện này được tập đoàn Mezr trao tặng danh hiệu thẩm mỹ viện tốt nhất Châu Á - Thái Bình Dương và thẩm mỹ viện tốt nhất Việt Nam.
Năm 2007, Thanh Mai trở lại làng giải trí với nhiều vai trò như làm MC, làm giám khảo các cuộc thi sắc đẹp… nổi bật nhất là vai trò MC của chương trình Sức Sống Mới (phát sóng trên VTV1), đây là talk show có tỉ suất người xem cao nhất trong nhiều năm.
Ngoài ra, cô còn là thành viên Ban giám khảo trong đêm chung kết cuộc thi Hoa hậu Hoàn vũ Việt Nam 2015.

## Hoạt động nghệ thuật

### 2007 - nay
- Là giám khảo Chương trình Hoa hậu Việt Nam New World 2017[4], Hoa hậu Hoàn vũ Việt Nam 2015 và nhiều cuộc thi hoa hậu, sắc đẹp khác tại Việt Nam.
- Là MC và giám khảo cho nhiều chương trình như: Gia đình Online, Gia đình Style, Siêu Mẫu Nhí[5].
- Là MC chương trình Hoa hậu Thế giới người Việt[6], Phong cách Nữ hoàng[7], Vui sống mỗi ngày, Hạnh phúc quanh ta', Hiểu về trái tim.

### 2007 - 2012
- Là MC cho hơn 1000 số chương trình Sức Sống Mới trên VTV 1 (phát lại trên VTV 3, VTV 4 và các kênh của Thành phố địa phương) của đài truyền hình Việt Nam. Sức Sống Mới là chương trình[8]:

+ Phát sóng hàng ngày.
+ Có tỉ suất người xem đứng thứ 2 trên VTV 1 tại thời điểm phát sóng (sau chương trình Thời sự).
+ Talk show có tỉ suất người xem cao nhất.

### Từ 1992
- Diễn viên múa solo của Đoàn Ca nhạc Nhẹ Sài Sòn với hàng trăm buổi diễn tại Thái Lan, Trung Quốc, Hàn Quốc, Philipines, Đài Loan, Nhật Bản, Đức, Nga, Việt Nam.

### Từ 1991
Đóng vai chính cho khoảng 150 tập phim:
- Ngã ba lòng
- Vòng hoa Chompay
- Người đi tìm dĩ vãng (2 tập phim nhựa)
- Cô thủ môn tội nghiệp
- Em không dối lừa
- Farrewell to Sông Ba
- Đứa con rơi (3 tập)
- Mặt trời đêm
- Phong lan đỏ
- Đại gia đình (100 tập)
- Dây leo hạnh phúc (30 tập)
- Bẫy tình (2 tập)

### 1989 đến nay
- Người mẫu ảnh cho nhiều tạp chí như: Phụ Nữ, Thế giới Phụ Nữ, Tiếp Thị & Gia đình, Thanh Niên, Tuổi Trẻ và một số tạp chí online, sở hữu hàng ngàn bộ ảnh.

### Từ 1989
- Người mẫu ảnh của Legamex Fashion là Đoàn Ca nhạc Nhẹ Sài Gòn, biểu diễn tại: Việt Nam, Philipines, Hàn Quốc, Trung Quốc, Thái Lan.

- Từng đại diện thương hiệu của các nhãn hàng như Sanyo, Suzuki, Hội đồng vàng thế giới, Trang sức CAO, Mitsubishi, Hennessy wine, Blooming, Amada hotel, Acnes, Mercedes và nhiều nhãn hàng khác tại Việt Nam.

## Sự nghiệp kinh doanh
| Năm        | Hoạt động                                                                                             |
| ---------- | --- |
| Từ 1990    | Mở viện thẩm mỹ                                                                                       |
| 1998 - nay | Founder & CEO TNHH BB Thiên Nga và Hiệu trưởng trường dạy nghề BB Thiên Nga với 2 chi nhánh.          |
| 2012 - nay | Founder & CEO Giám đốc tại BB Beaute – BB Thanh Mai với 3 chi nhánh ở Hà Nội và thành phố Hồ Chí Minh |

## Thành tựu đạt được
- 2017: Top 12 giải thưởng “Bông hồng quyền lực 2017” do ấn phẩm Kết nối Doanh nhân thực hiện.
- 2016: Giải thưởng “Phụ nữ của năm” do Đại Việt Toàn Cầu – Báo Phụ nữ ngày nay tổ chức[9].
- 2016: Giải thưởng “Nữ doanh nhân Sắc – Tâm – Tài” do Trung tâm Phát triển Doanh nhân Việt Nam.
- 2016: Top 50 “Nữ lãnh đạo toàn cầu” do Mạng lưới Nữ lãnh đạo quốc tế (WLIN) tổ chức với sự chỉ đạo của Hội đồng nữ lãnh đạo (VCCI)[10].
- 2016: Top 100 “Doanh nhân Xuất sắc” do Câu lạc bộ Phong cách Doanh nhân[11].
- 1992: Danh hiệu Á hậu Điện ảnh Việt Nam.
- 1989: Huy chương Vàng múa Ballet Solo tại Liên hoan Múa toàn quốc[12].

## Gia đình
Cô đã từng lập gia đình và đã li hôn, hai người có chung một con gái. Con gái cô đang du học tại Hoa Kỳ. Cô đã kết hôn lần hai với một doanh nhân. Hai người đã hẹn hò với nhau từ trước năm 2003.